# Canton de Toul
Le canton de Toul est une circonscription électorale française du département de Meurthe-et-Moselle.

## Histoire
Un nouveau découpage territorial de Meurthe-et-Moselle entre en vigueur à l'occasion des élections départementales de 2015. Il est défini par le décret du 26 février 2014, en application des lois du 17 mai 2013 (loi organique 2013-402 et loi 2013-403).
Les conseillers départementaux sont, à compter de ces élections, élus au scrutin majoritaire binominal mixte. Les électeurs de chaque canton élisent au conseil départemental, nouvelle appellation du Conseil général, deux membres de sexe différent, qui se présentent en binôme de candidats. Les conseillers départementaux sont élus pour 6 ans au scrutin binominal majoritaire à deux tours, l'accès au second tour nécessitant 12,5 % des inscrits au 1er tour. En outre la totalité des conseillers départementaux est renouvelée. Ce nouveau mode de scrutin nécessite un redécoupage des cantons dont le nombre est divisé par deux avec arrondi à l'unité impaire supérieure si ce nombre n'est pas entier impair, assorti de conditions de seuils minimaux. En Meurthe-et-Moselle, le nombre de cantons passe ainsi de 44 à 23.
Le canton de Toul est formé de la ville de Toul et de communes des anciens cantons de Toul-Sud (8 communes) et de Toul-Nord (6 communes). Il est entièrement inclus dans l'arrondissement de Toul. Le bureau centralisateur est situé à Toul.

## Représentation
| Période élective | Période élective | Mandat | Mandat   | Identité                   | Nuance | Nuance | Qualité |
| ---------------- | ---------------- | ------ | -------- | -------------------------- | ------ | ------ | --- |
| 2015             | 2021             | 2015   | 2021     | Alde Harmand               |        | PS     | Maire de Toul (depuis 2013) Conseiller général pour le canton de Toul-Sud (2004-2015)                                                                                     |
| 2015             | 2021             | 2015   | 2021     | Michèle Pilot              |        | PS     | Retraitée de l'usine de Foug, maire de Foug (2007-2020) Conseillère générale pour le canton de Toul-Nord (2001-2015) 9e vice-présidente, déléguée aux ressources humaines |
| 2021             | 2028             | 2021   | en cours | Emilien Martin-Triffandier |        | DVG    | Commerçant auto-entrepreneur et cadre technique, conseiller municipal de Toul                                                                                             |
| 2021             | 2028             | 2021   | en cours | Michèle Pilot              |        | PS     | Conseillère sortante, 11ème Vice-Présidente du conseil départemental, déléguée aux ressources humaines                                                                    |

### Résultats détaillés

#### Élections de mars 2015
À l'issue du 1er tour des élections départementales de 2015, deux binômes sont en ballottage : Alde Harmand et Michèle Pilot (PS, 33,81 %) et Julie Met et Billy Winkens (FN, 33,35 %). Le taux de participation est de 50,59 % (10 676 votants sur 21 105 inscrits) contre 48,16 % au niveau départemental et 50,17 % au niveau national.
Au second tour, Alde Harmand et Michèle Pilot (PS) sont élus avec 54,63 % des suffrages exprimés et un taux de participation de 51,49 % (5 449 voix pour 10 873 votants et 21 118 inscrits).

#### Élections de juin 2021
Le premier tour des élections départementales de 2021 est marqué par un très faible taux de participation (33,26 % au niveau national). Dans le canton de Toul, ce taux de participation est de 29,55 % (6 172 votants sur 20 890 inscrits) contre 29,74 % au niveau départemental. À l'issue de ce premier tour, deux binômes sont en ballottage : Emilien Martin-Triffandier et Michèle Pilot (Union à gauche avec des écologistes, 45,52 %) et Anthony Boulogne et Muriel Di Rezze (RN, 28,94 %).
Le second tour des élections est marqué une nouvelle fois par une abstention massive équivalente au premier tour. Les taux de participation sont de 34,36 % au niveau national, 30,76 % dans le département et 31,25 % dans le canton de Toul. Emilien Martin-Triffandier et Michèle Pilot (Union à gauche avec des écologistes) sont élus avec 62,64 % des suffrages exprimés (3 853 voix pour 6 530 votants et 20 895 inscrits),,.

## Composition
Le canton de Toul comprend quinze communes entières.
| Nom                          | Code Insee | Intercommunalité    | Superficie (km2) | Population (dernière pop. légale) | Densité (hab./km2) | Modifier                                    |
| ---------------------------- | ---------- | ------------------- | ---------------- | --------------------------------- | ------------------ | ------------------------------------------- |
| Toul (bureau centralisateur) | 54528      | CC Terres Touloises | 30,59            | 15 570 (2022)                     | 509                | modifier les données · modifier les données |
| Bicqueley                    | 54073      | CC Terres Touloises | 16,82            | 927 (2022)                        | 55                 | modifier les données · modifier les données |
| Charmes-la-Côte              | 54120      | CC Terres Touloises | 6,23             | 321 (2022)                        | 52                 | modifier les données · modifier les données |
| Chaudeney-sur-Moselle        | 54122      | CC Terres Touloises | 8,34             | 730 (2022)                        | 88                 | modifier les données · modifier les données |
| Choloy-Ménillot              | 54128      | CC Terres Touloises | 11,95            | 702 (2022)                        | 59                 | modifier les données · modifier les données |
| Domgermain                   | 54162      | CC Terres Touloises | 13,09            | 1 134 (2022)                      | 87                 | modifier les données · modifier les données |
| Dommartin-lès-Toul           | 54167      | CC Terres Touloises | 6,87             | 1 991 (2022)                      | 290                | modifier les données · modifier les données |
| Écrouves                     | 54174      | CC Terres Touloises | 10,30            | 4 457 (2022)                      | 433                | modifier les données · modifier les données |
| Foug                         | 54205      | CC Terres Touloises | 25,49            | 2 622 (2022)                      | 103                | modifier les données · modifier les données |
| Gye                          | 54242      | CC Terres Touloises | 6,51             | 281 (2022)                        | 43                 | modifier les données · modifier les données |
| Laneuveville-derrière-Foug   | 54298      | CC Terres Touloises | 1,13             | 155 (2022)                        | 137                | modifier les données · modifier les données |
| Lay-Saint-Remy               | 54306      | CC Terres Touloises | 3,80             | 339 (2022)                        | 89                 | modifier les données · modifier les données |
| Pagney-derrière-Barine       | 54414      | CC Terres Touloises | 6,13             | 649 (2022)                        | 106                | modifier les données · modifier les données |
| Pierre-la-Treiche            | 54426      | CC Terres Touloises | 12,85            | 474 (2022)                        | 37                 | modifier les données · modifier les données |
| Villey-le-Sec                | 54583      | CC Terres Touloises | 6,40             | 419 (2022)                        | 65                 | modifier les données · modifier les données |
| Canton de Toul               | 5420       |                     | 166,50           | 30 771 (2022)                     | 185                | modifier les données                        |

## Démographie
En 2022, le canton comptait 30 771 habitants, en évolution de −0,49 % par rapport à 2016 (Meurthe-et-Moselle : −0,13 %, France hors Mayotte : +2,11 %).
| 2013   | 2018   | 2022   |
| ------ | ------ | ------ |
| 31 447 | 30 619 | 30 771 |